# スロヴァキア・フィルハーモニー管弦楽団
スロヴァキア・フィルハーモニー管弦楽団 （スロヴァキア語：Slovenská filharmónia）は、スロヴァキアの首都ブラチスラヴァ（ブラティスラヴァ）にあるオーケストラである。

## 概要
1949年設立。初代首席指揮者はヴァーツラフ・ターリヒとルドヴィート・ライテルが共同で務めた。1773年に建設されたバロック様式によるコンサート・ホール「レドゥタ」を本拠地としている。2020年より、ダニエル・ライスキンが首席指揮者に就任した。
レコーディングは、頻繁に客演したズデニェク・コシュラー指揮でドヴォルザーク交響曲全集やスメタナ『わが祖国』などのほか、ナクソス・レーベルに多くある。

## 歴代首席指揮者
- 1949年-1952年 ヴァーツラフ・ターリヒ、ルドヴィート・ライテル
- 1952年-1953年 ティボル・フレショ
- 1953年-1961年 ルドヴィート・ライテル
- 1961年-1981年 ラディスラフ・スロヴァーク
- 1981年-1982年 リボル・ペシェク
- 1982年-1984年 ウラディーミル・ヴェルビツキー
- 1984年-1989年 ビストリーク・レジュハ
- 1990年-1991年 アルド・チェッカート
- 1991年-2001年 オンドレイ・レナールト（音楽監督）
- 2003年-2004年 イルジー・ビエロフラーヴェク（芸術監督）
- 2004年-2007年 ヴラディミール・ヴァーレク
- 2007年-2009年 ペーテル・フェラネツ
- 2009年-2016年 エマニュエル・ヴィヨーム
- 2017年-2020年 ジェームズ・ジャッド
- 2020年-現在 ダニエル・ライスキン